# Еміліано Буендія
Еміліано Буендія (ісп. Emiliano Buendía, нар. 25 грудня 1996, Мар-дель-Плата) — аргентинський футболіст, нападник англійського клубу «Астон Вілла», що виступає на правах оренди за німецький клуб «Баєр».
Виступав, зокрема, за клуби «Хетафе» та «Норвіч Сіті», а також національну збірну Аргентини.

## Клубна кар'єра
Народився 25 грудня 1996 року в місті Мар-дель-Плата. Вихованець юнацьких команд футбольних клубів «Реал Мадрид» та «Хетафе».
У дорослому футболі дебютував 2014 року виступами за команду «Хетафе», в якій провів чотири сезони, взявши участь у 35 матчах чемпіонату. 
Протягом 2017—2018 років захищав кольори клубу «Культураль Леонеса» на правах оренди.
Своєю грою за «Хетафе» привернув увагу представників тренерського штабу клубу «Норвіч Сіті», до складу якого приєднався влітку 2018 року, підписавши з клубом 4-річний контракт. Відіграв за команду з Норвіча наступні три сезони своєї ігрової кар'єри. За цей час разом з командою встиг вийти в АПЛ і вилетіти звідти. Більшість часу, проведеного у складі «Норвіч Сіті», був основним гравцем атакувальної ланки команди.
7 червня 2021 року було оголошено, що «Норвіч Сіті» досягнув домовленості про перехід аргентинця до складу клубу «Астон Вілла» на початку нового сезону. Угода коштувала клубу з Бірмінгема 33 млн фунтів стерлінгів, що зробило трансфер Буендії рекордною покупкою Астон Вілли» і рекордним продажем «Норвіча».
29 січня 2025 «Астон Вілла» оголосила, що Еміліано продовжив контракт із клубом, та продовжить кар'єру у клубі Бундесліги «Баєр» з Леверкузена до кінця сезону.

## Виступи за збірні
2014 року дебютував у складі юнацької збірної Іспанії (U-19), загалом на юнацькому рівні взяв участь у 1 іграх.
2015 року залучався до складу молодіжної збірної Аргентини. На молодіжному рівні зіграв у 4 офіційних матчах, забив 2 голи.
У травні 2021 року вперше викликаний до складу національної збірної Аргентини.

## Статистика виступів

### Статистика клубних виступів
Станом на кінець сезону 2020–21
| Сезон                 | Команда               | Чемпіонат             | Чемпіонат | Чемпіонат | Національний кубок | Національний кубок | Національний кубок | Континентальні кубки | Континентальні кубки | Континентальні кубки | Інші змагання | Інші змагання | Інші змагання | Усього | Усього |
| Сезон                 | Команда               | Ліга                  | Ігор      | Голів     | Ліга               | Ігор               | Голів              | Ліга                 | Ігор                 | Голів                | Ліга          | Ігор          | Голів         | Ігор   | Голів  |
| --------------------- | --------------------- | --------------------- | --------- | --------- | ------------------ | ------------------ | ------------------ | -------------------- | -------------------- | -------------------- | ------------- | ------------- | ------------- | ------ | ------ |
| 2014–15               | «Хетафе»              | ПД                    | 6         | 0         | КІ                 | 5                  | 0                  | -                    | -                    | -                    | -             | -             | -             | 11     | 0      |
| 2015–16               | «Хетафе»              | ПД                    | 17        | 1         | КІ                 | 0                  | 0                  | -                    | -                    | -                    | -             | -             | -             | 17     | 1      |
| 2016–17               | «Хетафе»              | СД                    | 12        | 2         | КІ                 | 0                  | 0                  | -                    | -                    | -                    | -             | -             | -             | 12     | 2      |
| Усього за Хетафе      | Усього за Хетафе      | Усього за Хетафе      | 35        | 3         |                    | 5                  | 0                  |                      | -                    | -                    |               | -             | -             | 40     | 3      |
| 2017–18               | «Культураль Леонеса»  | СД                    | 40        | 6         | КІ                 | 2                  | 1                  | -                    | -                    | -                    | -             | -             | -             | 42     | 7      |
| 2018–19               | «Норвіч Сіті»         | ЧФЛ                   | 38        | 8         | КА+КЛ              | 2+1                | 0+0                | -                    | -                    | -                    | -             | -             | -             | 41     | 8      |
| 2019–20               | «Норвіч Сіті»         | ПЛ                    | 36        | 1         | КА+КЛ              | 2+1                | 0+0                | -                    | -                    | -                    | -             | -             | -             | 39     | 1      |
| 2020–21               | «Норвіч Сіті»         | ЧФЛ                   | 39        | 15        | КА+КЛ              | 2                  | 0                  | -                    | -                    | -                    | -             | -             | -             | 41     | 15     |
| Усього за Норвіч Сіті | Усього за Норвіч Сіті | Усього за Норвіч Сіті | 113       | 24        |                    | 8                  | 0                  |                      | -                    | -                    |               | -             | -             | 121    | 24     |
| Усього за кар'єру     | Усього за кар'єру     | Усього за кар'єру     | 188       | 33        |                    | 15                 | 1                  |                      | -                    | -                    |               | -             | -             | 203    | 34     |